# Biatlon

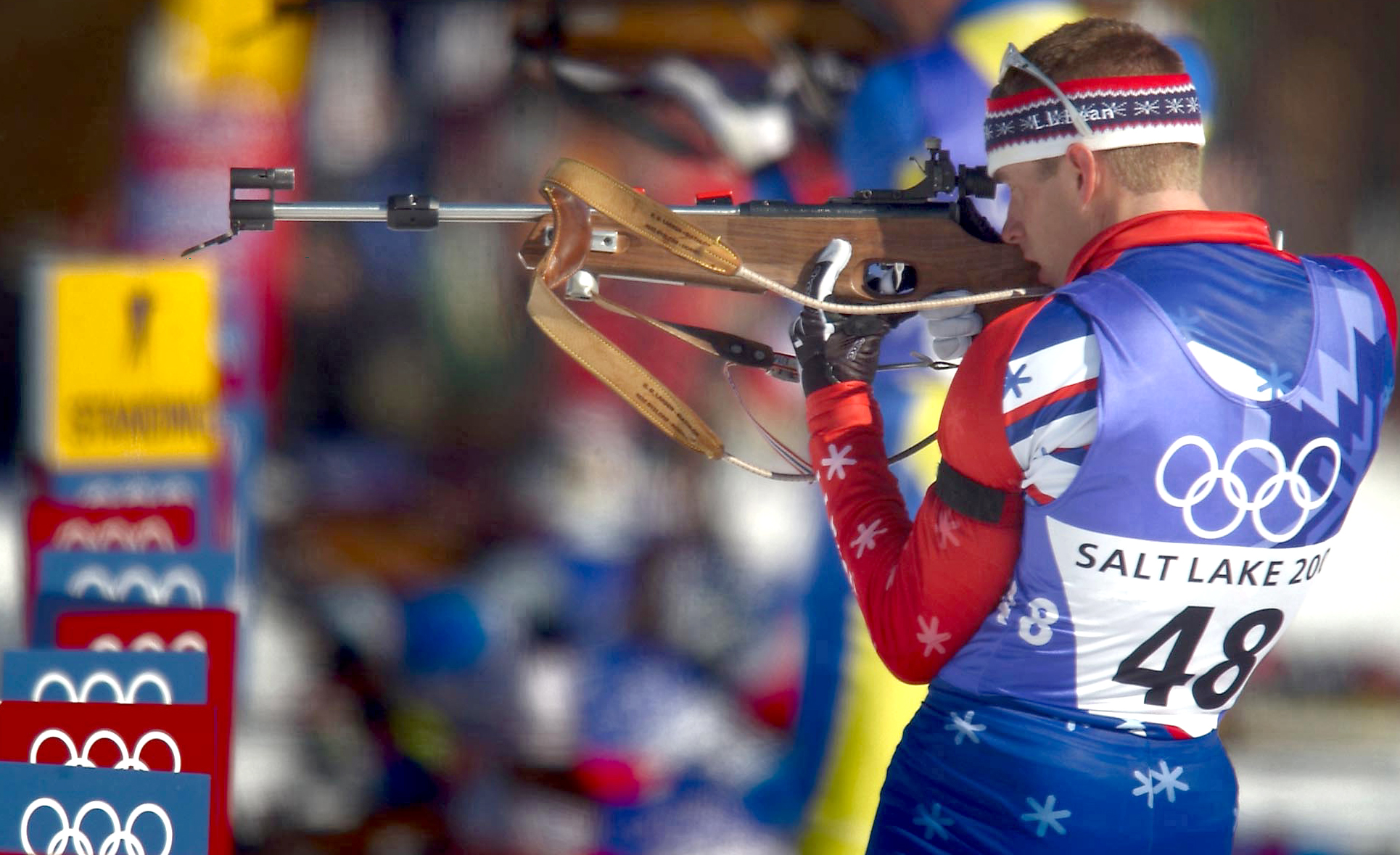
Americanul Jeremy Teela la Jocurile Olimpice din 2002

Biatlonul (latină bi „doi” și greacă athlon „concurs”) este un termen care desemnează un eveniment sportiv format din două probe. De obicei, termenul se referă la un sport de iarnă în care se combină stilul liber al schiului fond cu tirul. În zilele noastre, biatlonul este reglementat de Uniunea internațională de biatlon care organizează principalele competiții.
Sportivii parcurg circuite de lungimi diferite între care se intercalează câte o sesiune de tragere amenajată într-un spațiu special, fiecare sesiune având cinci ținte de atins.
La prima ediție a Jocurilor Olimpice de iarnă Chamonix 1924 a avut loc o singură probă în cadrul concursului de biatlon: patrulă militară 30 km masculin. Concursul s-a desfășurat în ziua de marți 29 ianuarie 1924, în cea de-a cincea zi a competiției, începând cu ora 08:40, ora locală. Au participat 6 echipe formate din câte 4 sportivi. Startul s-a dat decalat, la distanță de 3 minute între echipe. Prima echipă care a plecat în cursă a fost Finlanda. Ultima echipă care a ajuns la sosire a fost Cehoslovacia la ora locală 13:15. Echipele Italiei și Poloniei au abandonat.
Clasamentul s-a realizat scăzându-se din timpul real, obținut pe traseu, câte 30 de secunde pentru fiecare țintă atinsă în poligon.
Campioana din anul 2008, Magdalena Neuner a reușit să intre în Cartea Recordurilor, fiind cea mai tânără câștigătore a campionatului, a probei de spint și a celei de start în bloc.

## Istorie
Potrivit Enciclopediei Britanice, biatlonul are rădăcini în tradițiile de schi din Scandinavia, unde locuitorii au venerat Zeul norvegian Ull atât ca pe zeul de schi cât și ca pe zeul vânătoarei. În timpurile moderne, activitatea care a evoluat în acest sport a fost un exercițiu pentru poporul norvegian, care era dezvoltat ca alternativă pentru militari.

## Organ de conducere
În 1948 a fost înființată Uniunea Internațională de Pentatlon Modern, care a standardizat regulile pentru pentatlonul modern și, din 1953, și biatlon. În iulie 1993, ramura biatlon a UIPMB a creat Uniunea Internațională de Biatlon (IBU), care a fost separată oficial de UIPMB în 1998.
Președinții UIPMB/IBU:
- 1947–1949: Tom Wiborn (Suedia)
- 1949–1960: Gustaf Dyrssen (Suedia)
- 1960–1988: Sven Thofelt, (Suedia)
- 1988–1992: Igor Novikov (USSR/Russia)
- 1992-2018: Anders Besseberg (Norvegia)
- Încă din 2018: Olle Dahlin (Suedia)[1]